# Cattleya coccinea
Cattleya coccinea Lindl., 1836 è una pianta della famiglia delle Orchidacee originaria del Sud America.

## Descrizione
È un'orchidea di piccola taglia, epifita ed occasionalmente litofita, con pseudobulbi a forma di fuso, strettamente compressi tra loro, portanti un'unica foglia eretta, ellittica, coriacea verde scuro con una linea centrale rossa.
 La fioritura avviene dall'autunno all'inizio inverno ed è costituita da un unico fiore che cresce su uno stelo eretto alto dai tre agli otto centimetri. Il fiore non è profumato, ha lunga durata, ha una dimensione variabile fra tre e sette centimetri ed è di colore arancione che sfuma al giallo .

## Distribuzione e habitat
La specie è originaria dello stato brasiliano di Rio de Janeiro, nella catena montuosa costiera della Serra do Mar, dove cresce epifita sugli alberi della foresta tropicale litoranea, oppure litofita su rocce coperte di muschio, dai 650 ai 1750 metri di quota.

## Sinonimi
Sophronitis grandiflora Lindl., 1838, nom. superfl.

Cattleya grandiflora (Lindl.) Beer, 1854

Sophronitis coccinea (Lindl.) Rchb.f., 1862

Sophronia coccinea (Lindl.) Kuntze, 1891

Hadrolaelia coccinea (Lindl.) Chiron & V.P.Castro, 2002

Sophronitis militaris Rchb.f., 1862

Sophronitis rossiteriana Barb.Rodr., 1877

Sophronia militaris (Rchb.f.) Kuntze, 1891

Sophronitis coccinea f. rossiteriana (Barb.Rodr.) Pabst & Dungs, 1972

Cattleya coccinea var. rossiteriana (Barb.Rodr.) Van den Berg, 2008

## Coltivazione
Questa pianta richiede esposizione all'ombra, temendo la luce diretta del sole e gradisce temperature calde nella fase vegetativa e più fresche durante il riposo.